# Мар (Якутия)
Мар (якут. Маар) — село в Нюрбинском районе Республики Саха (Якутия) России. Административный центр и единственный населённый пункт Тюмюкского наслега.

## География
Село находится в западной части Якутии, в пределах восточной части Верхневилюйского плато, на северном берегу озера Дяппыда, к югу от озера Дёнгкюдей, на расстоянии примерно 39 километров (по прямой) к северо-востоку от города Нюрбы, административного центра района. Абсолютная высота — 107 метров над уровнем моря.
Климат
Климат характеризуется как резко континентальный, с продолжительной морозной зимой и жарким летом. Абсолютный минимум температуры воздуха самого холодного месяца (января) составляет −61 °C; абсолютный максимум самого тёплого месяца (июля) — 40 °C. Среднегодовое количество атмосферных осадков составляет 260—280 мм. Снежный покров держится в течение 210—225 дней в году.
Часовой пояс
Село Мар находится в часовой зоне МСК+6. Смещение применяемого времени относительно UTC составляет +9:00.

## Население
| 1989 | 2002  | 2010  | 2012  | 2013  | 2014 | 2015 |
| ---- | ----- | ----- | ----- | ----- | ---- | ---- |
| 1300 | ↘1110 | ↘1034 | ↘1024 | ↘1003 | ↘994 | ↘969 |
| 2016 | 2017  | 2018  | 2019  | 2020  | 2021 |      |
| ↘955 | ↘944  | ↘938  | ↘934  | ↘932  | ↗933 |      |

Половой состав
По данным Всероссийской переписи населения 2010 года в гендерной структуре населения мужчины составляли 48,7 %, женщины — соответственно 51,3 %.
Национальный состав
Согласно результатам переписи 2002 года, в национальной структуре населения якуты составляли 87 % из 1110 чел.

## Инфраструктура
Действуют профессиональное училище, средняя общеобразовательная школа, детский сад, участковая больница, культурный центр «АлаЬа» и библиотека.

## Улицы
Уличная сеть села состоит из 19 улиц и 18 переулков.